# 格蘭特鎮區 (堪薩斯州奧斯伯恩縣)
格蘭特鎮區（英語：Grant Township）為美國堪薩斯州奧斯伯恩縣轄下的鎮區。2010年美国人口普查中該鎮區人口有30人。

## 地理
格蘭特鎮區涵蓋總面積為92.19平方（35.59平方英里），其中91.67平方（35.39平方英里）為陸地，0.52平方（0.20平方英里）或0.56%為水域。海拔高度533（1,749英尺）。

## 人口統計
根據2010年美國人口普查，格蘭特鎮區人口有30人，住房14戶，人口密度為0.32人/每平方公里。此鎮區居民之種族中，白人有30人，非裔美國人有0人，美洲原住民有0人，亞裔美國人有0人，太平洋島裔美國人有0人，其他種族有0人，混血種族則有0人。此外此鎮區有0人為西班牙裔或拉丁裔美國人。